# Kính ngữ tiếng Hàn
Tiếng Hàn có một hệ thống kính ngữ để diễn tả và phản ánh địa vị tôn ti trật tự, thể hiện sự tôn trọng đối với chủ thể, đối tượng và/hoặc người nghe liên quan đến tuổi tác, địa vị xã hội, giới tính, mức độ thân sơ và tình huống giao tiếp.
Hệ thống kính ngữ được phản ánh thông qua các phụ tố kính ngữ, tiểu từ kính ngữ, dạng kính ngữ của động tự, danh từ, đại từ, đuôi kết thúc câu.

## Kính ngữ trong từ loại

### Tiểu từ
| Tiểu từ          | Dạng thường   | Dạng kính ngữ | Ghi chú                                             |
| ---------------- | ------------- | ------------- | --------------------------------------------------- |
| Tiểu từ chủ ngữ  | 이/가         | 께서          |                                                     |
| Tiểu từ chủ ngữ  | 은/는         | 께서는        |                                                     |
| Tiểu từ chỉ định | 에게서/한테서 | 께(로부터)    |                                                     |
| Tiểu từ chỉ định | 에게/한테     | 께            | 한테 dùng nhiều trong văn nói, 에게 trong văn viết. |

### Danh từ và các từ dùng xưng hô
Một số danh từ có từ tương ứng khác để thể hiện sự tôn trọng, ví dụ 생일 (生日-sinh nhật) là danh từ thông thường, còn khi muốn thể hiện sự tôn trọng thì dùng từ 생신 (生辰 - sinh thần). Một số từ khác như: 이름/성함 (姓銜) (tên), 나이/연세 (年歲) (tuổi), 밥/진지 (cơm, 집/댁 (宅) (nhà), 말/말씀 (lời nói), 사람/명, 분 (người). Ví dụ: "이름이 뭐예요?" (tên là gì?) và "성함이 어떻게 되십니까?"  (Danh tính như thế nào ạ?)
Đuôi 님 thêm vào một danh từ như chức vụ, quan hệ họ hàng để thể hiện sự kính trọng. Ví dụ một số từ danh xưng nghề nghiệp chức vụ 선생/선생님 (tiên sinh, thầy giáo), 교수/교수님 (giáo sư), 사장/사장님 (giám đốc), 목사/목사님 (bộ trưởng); một số từ quan hệ họ hàng 딸/따님 (Con gái), 부모/부모님 (cha mẹ), 아들/아드님 (con trai), 아빠,아버지/아버님 (anh trai).
Đuôi 씨 được sử dụng rất rộng rãi, thêm vào tên riêng hoặc tên đầy đủ (ví dụ 제형 씨 Jaehyung ssi và 박제형 씨 Park Jaehyung ssi) nhưng thêm vào họ thì bất lịch sự (không nói 박 씨).
Đuôi 군, 君 dùng gắn vào tên hoặc họ tên đầy đủ của người nam trẻ tuổi chưa lập gia đình, đuôi 양, 孃 gắn vào tên hoặc họ tên đầy đủ của người nữ trẻ chưa lập gia đình, Đuôi 아 /야, 여 /이여 gắn vào tên để gọi trong quan hệ thân mật, gần gũi, không dùng cho người lạ. Ví dụ 진영아 (Jinyoung ơi!)
Một số danh xưng khác dùng trong xưng hô để thể hiện sự tôn trọng như 선배 (先輩-Tiền bối) dùng cho người lớn tuổi hơn trong trường học (khóa trên), trong cơ quan, ngành nghề. 귀하 (貴下-Quý hạ), 각하 (閣下-các hạ), 합하 (閤下-hợp hạ), 저하 (邸下-để hạ), 전하 (殿下-Điện hạ), 폐하 (陛下-bệ hạ),...

### Đại từ
Sự tôn trọng không chỉ được thể hiện ở việc đề cao chủ thể, đối tượng, người nghe mà còn thể hiện qua việc khiêm nhường, hạ thấp mình xuống. Chẳng hạn như với đại từ:
| Đại từ          | Dạng thường | Dạng khiêm nhường |
| --------------- | ----------- | ----------------- |
| Ngôi 1 số ít    | 나          | 저                |
| Ngôi 1 số nhiều | 우리        | 저희              |

### Động từ
Đa số các động từ có thể trực tiếp biến đổi từ dạng thường sang dạng kính ngữ bằng cách thêm phụ tố 시/으시. Ví dụ 가다 (đi) thêm vào để thành dạng kính ngữ sẽ là 가시다.
Nhưng cũng có một số động từ không thêm 시/으시 mà có từ khác để thể hiện sự tôn trọng: ví dụ 있다/계시다 (ở tại); 마시다 /드시다 (uống); 먹다 /드시다, 잡수시다 (ăn), 자다/주무시다 (ngủ); 배고프다 /시장하시다 (đói). Ví dụ 뭘먹을거예요? ((mày) ăn gì đây?) và 뭘 드실거예요 ? ((quý khách) dùng gì ạ?)

## Kính ngữ trong câu

### Kính ngữ chủ thể
Đây là sự thể hiện tôn kính với chủ ngữ trong câu. Ví dụ trong câu 선생이책을읽고있습니다 và 선생님께서 책을 읽고 계십니다. (Giáo viên đang đọc sách) Trong đó 선생 (giáo viên là chủ thể), được tôn trong thông qua việc thêm 님, dùng tiểu từ 께서 thay cho dạng thường 이, động từ 계시다 thay cho dạng thường 있다.
Lẽ dĩ nhiên, không dùng kính ngữ đối với bản thân mình. Ví dụ 저는 회사원입니다. 남편계서는 의사이십니다. (Tôi là nhân viên công ty. Chồng tôi là bác sĩ)
Không dùng kính ngữ cho chủ ngữ cho dù chủ ngữ có lớn hơn người nói khi người nghe lớn hơn chủ ngữ. Ví dụ 할아버지, 저기아버지가옴니다 (Thưa ông! Bố cháu đến ạ!)
Không dùng kính ngữ cho dù chủ ngữ là nhân vật đáng được tôn trọng khi nói đứng trên lập trường khách quan, công khai và không liên quan đến thân thế cá nhân. Ví dụ 김유신 장군은 삼국을 통일했습니다 (Tướng quân Kim Yoo Sin đã thống nhất ba nước.)

### Kính ngữ khách thể
Đây là sự thể hiện tôn trọng đối với đối tượng tiếp nhận hành động (tân ngữ) trong câu. Ví dụ trong câu 철수는 선생님께 책을 드렸다. (Cholsu tặng sách cho giáo viên), giáo viên là tân ngữ, là đối tượng đựoc tôn trọng, dùng tiểu từ 께 thay vì dùng 에게, dùng động từ 드리다 thay vì 주다.

### Kính ngữ đối phương
Chính xác thì đây là cách giao tiếp tùy theo đối phương- người nghe (ngôi số 2), xét đến 2 khía cạnh là quan hệ xa cách hay gần gũi và mức độ từ tôn trọng đến xuồng xã (trịch thượng, hách dịch), điều này thể hiện rõ qua đuôi kết thúc câu.
| Đuôi câu 구분                                                         | Đuôi câu 구분   | Câu trần thuật 평서 | Câu thỉnh dụ (đề nghị) 청유 | Câu mệnh lệnh 명령 | Câu cảm thán 감탄 | Câu nghi vấn 의문 | Ghi chú |
| --------------------------------------------------------------------- | --------------- | ------------------- | --------------------------- | ------------------ | ----------------- | ----------------- | ------- |
| Thể quy cách 격식체 (Formal - trang trọng, xa cách, không gần gũi)    | Thể 하십시오 체 | ㅂ/습니다           | 시지요                      | (으)십시오         | (는)군요          | (으)ㅂ니까        |         |
| Thể quy cách 격식체 (Formal - trang trọng, xa cách, không gần gũi)    | Thể 하오 체     | 오                  | (으)ㅂ시다                  | 오, 구려           | (는)구려          | 오                |         |
| Thể quy cách 격식체 (Formal - trang trọng, xa cách, không gần gũi)    | Thể 하게 체     | 네                  | 세                          | 게                 | (는)구먼          | 나, 는가          |         |
| Thể quy cách 격식체 (Formal - trang trọng, xa cách, không gần gũi)    | Thể 해라 체     | 는/ㄴ 다            | 자                          | 아/어/여라         | (는)구나, 어라    | 느냐,니           |         |
| Thể ngoài quy cách 외격식체 (Informal - thông tục, gần gũi, thân mật) | Thể 해요 체     | 아/어/여요          | 아/어/여요                  | 아/어/여요         | (는)군요          | 아/어/여요        |         |

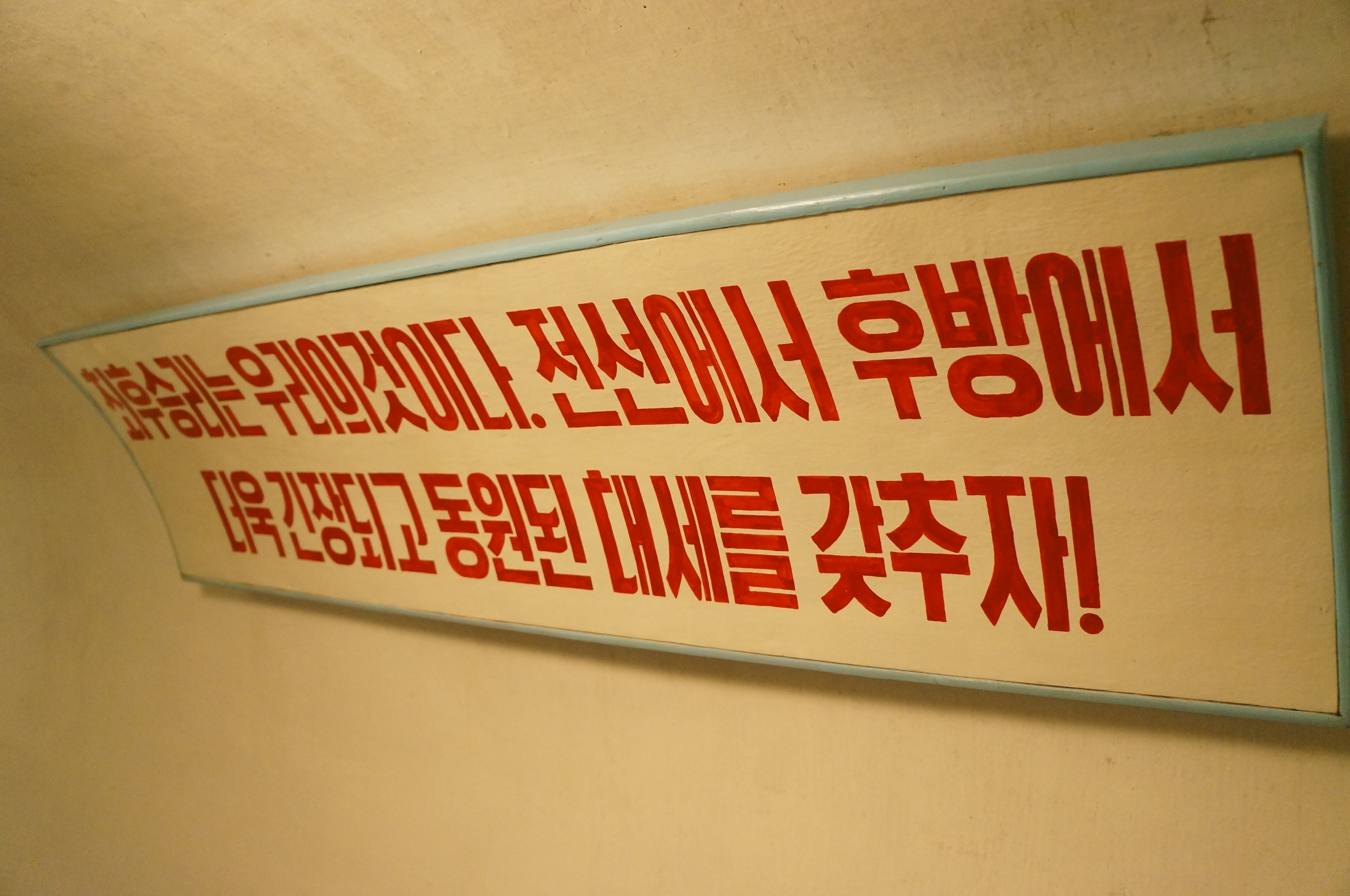
Một bảng cổ động thời chiến tranh Triều Tiên. "최후 승리는 우리의 것이다. 전전에서후방에서더욱긴장되고동원된대세를갖추자" (Chiến thắng cuối cùng là của chúng ta. Tiền tuyến, hậu phương hãy sẵn sàng tư thế khẩn trương và động viên hơn nữa). Trong đó động từ 갖추다 (Có sẵn) dùng theo thể 해라 체 trong câu thỉnh dụ - 갖추자.

| Thể ngoài quy cách 외격식체 (Informal - thông tục, gần gũi, thân mật) | Thể 해 체       | 아/어/여            | 아/어/여                    | 아/어/여           | (는)군            | 아/어/여          |         |